# Koji Sotomura
Koji Sotomura (n. 23 ianuarie 1958, Onomichi, Japonia) este un gimnast artistic ce a reprezentat Japonia, medaliat olimpic. A participat la o ediție a Jocurilor Olimpice (1984) în care a câștigat două medalii de bronz.